# 決定盤!これぞウェスタン
『決定盤!これぞウェスタン』(This is Country & Western)は、カントリー・ミュージックのオムニバス・アルバム。1968年9月に日本コロムビアからリリースされた。原田実とワゴン・エースと大野義夫とカントリー・メイツが参加している。

## 収録曲
Side 1
1. ジャンバラヤ
2. ラヴシック・ブルース
3. レッド・リヴァー・ヴァレー
4. マウンテン・デュー
5. 知りたくないの
6. ダウン・ヤンダー
7. 偽りの心

Side 2
1. ヨーデル・ブルース
2. 新聞売りのジミー少年
3. テネシー・ワルツ
4. フォギー・マウンテン・ブレイク・ダウン
5. キャトル・コール
6. 愛さずにはいられない
7. テキサス・プレイボーイ・ラグ

## パーソネル
原田実とワゴン・エース *1-1, 1-3, 1-4, 1-7, 2-2, 2-4, 2-6, 2-7
- 原田実（スティール・ギター、ドブロ）
- 宮城久弥（フィドル）
- 遠山佑一郎（エレクトリック・ギター）
- 三田ひろし（ベース）
- 丸山章一（ドラムス）
- 寺本圭一（歌、ピアノ）

大野義夫とカントリーメイツ * 1-2, 1-4, 1-5, 1-6, 2-1, 2-3, 2-4, 2-5
- 大野義夫（歌、バンジョー）
- 吉野五郎（エレクトリック・ギター）
- 花田健（ベース）
- ジョージ水野（ドラムス）
- 河野ヨシユキ（歌、ピアノ）
- 原田実（スティール・ギター、ドブロ） *ゲスト